# كهنوج (بنستان)
کهنوج (بالفارسية: کهنوج) هي منطقة سكنية تقع في إيران في يزد. يقدر عدد سكانها بـ 157 نسمة .